# Fűrészescsőrű remetekolibri
A fűrészescsőrű remetekolibri (Ramphodon naevius) a madarak osztályának sarlósfecske-alakúak (Apodiformes)  rendjébe és a kolibrifélék (Trochilidae) családjába tartozó Ramphodon nem egyetlen faja.

## Rendszerezése
A fajt Charles Dumont de Sainte-Croix francia ornitológus írta le 1818-ban, a Trochilus nembe Trochilus naevius néven.

## Előfordulása
Dél-Amerikában az Atlanti-óceán partvidékén, Brazília délkeleti részén honos. Természetes élőhelyei a szubtrópusi vagy trópusi síkvidéki esőerdők. Állandó, nem vonuló faj.

## Megjelenése
Testhossza 16  centiméter.
|  |

## Életmódja
Hosszú csöves virágokból nektárral táplálkozik.

## Természetvédelmi helyzete
Az elterjedési területe még elég nagy, az emberi tevékenység miatt folyamatosan csökken, emiatt egyedszáma is csökken. A Természetvédelmi Világszövetség Vörös listáján mérsékelten fenyegetett fajként szerepel.